# بلکسبورگ (کارولینای جنوبی)
بلکسبورگ(به انگلیسی: Blacksburg) شهری در ایالت کارولینای جنوبی کشور ایالات متحده آمریکا است که جمعیت آن در سرشماری سال ۲۰۱۰ میلادی، ۱٬۸۴۸ نفر بوده‌است.
بلکسبورگ در ایالت کارولینای جنوبی در راهروی بین ایالتی ۸۵ حدود ۷۲ مایل (۷۲ کیلومتری) جنوب غربی شارلوت، کارولینای شمالی است. این بخشی از منطقه آماری ترکیبی Greenville-Spartanburg-Anderson (CSA) است که طبق تخمین‌های سال ۲۰۱۸ اداره ثبت احوال ایالات متحده، ۱٬۴۷۸٬۶۴۸ نفر جمعیت دارد.